# Yung Lean
Jonatan Aron Leandoer Håstad (Estocolmo; 18 de julio de 1996), conocido por su nombre artístico Yung Lean, es un rapero sueco. Ampliamente citado como una de las figuras más influyentes en la era temprana del cloud rap, Yung Lean saltó a la fama en 2013 con su canción «Ginseng Strip 2002», que se volvió viral en YouTube. Más tarde, ese mismo año, lanzó su mixtape debut, Unknown Death 2002, y al año siguiente lanzó su álbum de estudio debut, Unknown Memory.
En 2016, Yung Lean lanzó su segundo mixtape, Frost God, y su segundo álbum de estudio, Warlord. En 2017, lanzó su tercer álbum de estudio, Stranger, seguido de su tercer mixtape, Poison Ivy, en 2018. El cuarto álbum de estudio de Yung Lean, Starz, fue lanzado en 2020. Lanzó los álbumes Nectar (2019), Blodhundar & Lullabies (2020) y Sugar World (2023) bajo el seudónimo de Jonatan Leandoer96, un proyecto que se aleja de sus raíces hip-hop y apuesta por una mezcla de indie rock y neofolk.

## Primeros años

### Juventud
Håstad nació el 18 de julio de 1996 en Estocolmo (Suecia), hijo de Kristoffer Leandoer, un poeta, escritor de fantasía y traductor sueco de literatura francesa quien fue propietario de una editorial de libros, y Elsa Håstad, una antigua activista de los derechos humanos que trabajó con grupos LGBT en Rusia, Vietnam y América del Sur, y desde 2019 como embajadora sueca en Albania.
Håstad pasó una parte de su infancia en Minsk (Bielorrusia), donde su madre trasladó a la familia para que Håstad pudiera tener una infancia similar a ella. La familia regresó a Suecia y se estableció en Estocolmo cuando Håstad tenía entre tres y cinco años. Se crio en el distrito de Södermalm de la capital. En el medio, Håstad fue estudiante en el UNIS Hanoi del sexto al décimo grado. Durante su tiempo en la escuela secundaria, Håstad a menudo se metía en problemas por hacer uso de drogas o pintar grafitis. También tenía un trabajo en un McDonald’s local. Cuando tenía 15 años, fue puesto en libertad condicional por fumar cannabis. Håstad comenzó a desarrollar un interés en la música hip-hop, mencionando los álbumes Get Rich or Die Tryin' de 50 Cent, Mitt Kvarter de The Latin Kings e Illmatic de Nas como sus primeras influencias.

## Carrera musical

### 2012–2013: Inicios yUnknown Death 2002
En 2012, Håstad conoció a Yung Sherman y a Yung Gud en un parque local de Estocolmo y entablaron una amistad, descubriendo que disfrutaban mucho de la misma música, pasando a formar el colectivo Hasch Boys. Otro grupo de artistas de Estocolmo que más tarde formarían el grupo Drain Gang también eran miembros.
Cuando muchos de los otros miembros de Hasch Boys comenzaron a perder interés en el grupo, Håstad, Sherman y Gud se separaron y formaron el grupo Sad Boys como un trío. En 2012, Yung Gud y Yung Sherman comenzaron a producir y mezclar música mientras que Håstad escribía la letra y grababa las voces en un estudio improvisado en su sótano. Compartieron la música que hicieron en las plataformas SoundCloud y Tumblr, donde Lean comenzó a generar un gran número de seguidores. Sad Boys realizó su primer concierto en Gotemburgo (Suecia), el 5 de mayo de 2013.
Yung Lean comenzó a atraer la atención del público cuando el videoclip de su canción «Ginseng Strip 2002» se volvió viral en YouTube. Más tarde en 2013, publicó sus primeros lanzamientos oficiales: Unknown Death 2002 y un extended play titulado Lavender, que incluye la canción «Ginseng Strip 2002» junto con otras dos canciones. La revista en línea Consequence colocó «Ginseng Strip 2002» en el número 44 en su Top 50 Songs of 2013, mientras que Vibe incluyó Unknown Death 2002 en su lista, The 10 Most Overlooked Debut Rap Mixtapes of 2013.
En 2013, Yung Lean y Sad Boys, hicieron un recorrido a través de toda Europa. Más tarde en ese mismo año, Acclaim Magazine tuvo a Yung Lean como invitado, donde se le preguntó acerca de una amplia variedad de cosas.

### 2014–2016:Unknown MemoryyWarlord

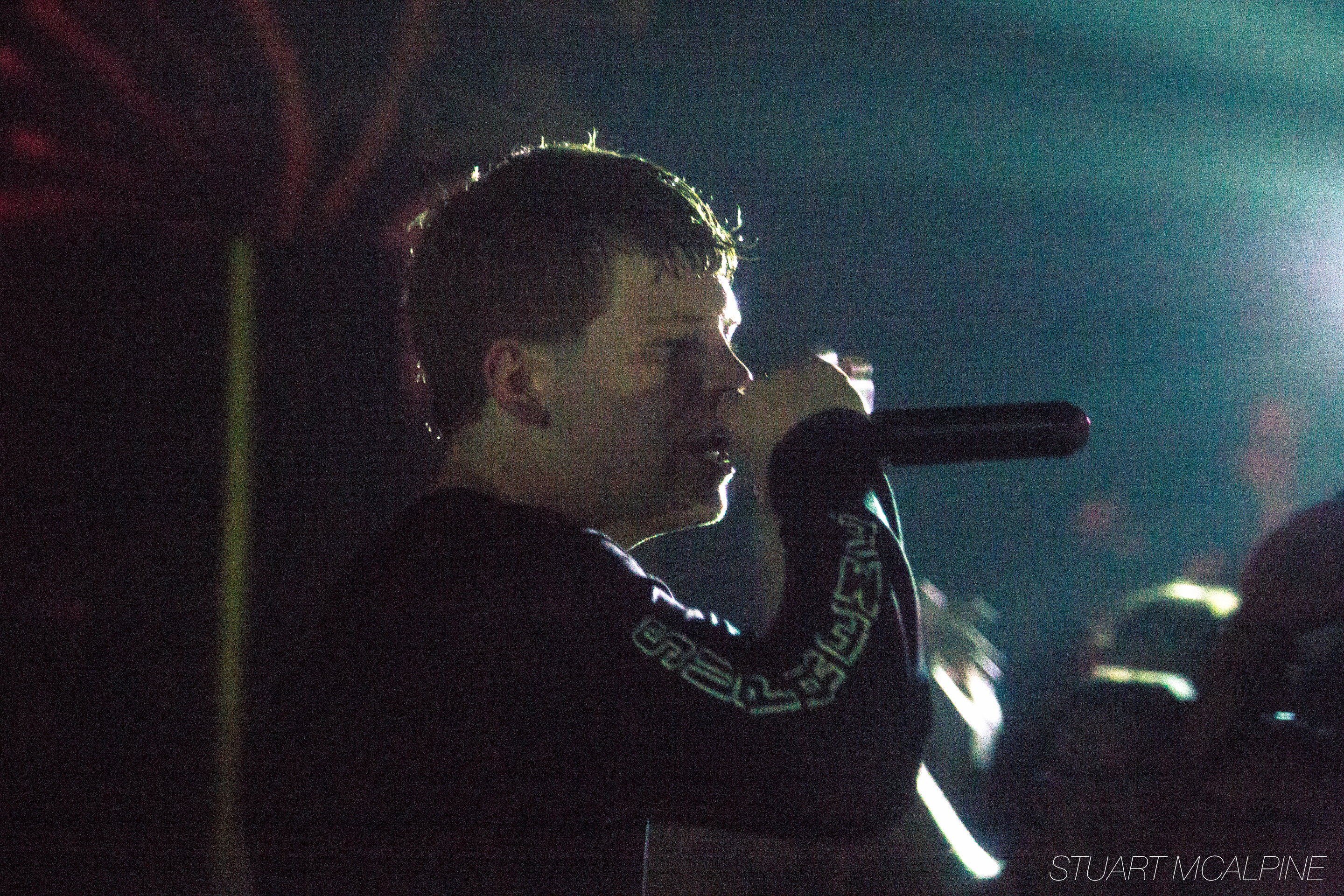
Yung Lean en Brooklyn durante el Black Marble Tour de 2014.

En 2014, Yung Lean y Sad Boys se embarcaron en el White Marble Tour, recorriendo veinticuatro ciudades de toda Europa. Poco después de la gira, anunciaron que la Black Marble Tour incluiría varias actuaciones en las ciudades a través de América. El primero se llevó a cabo en julio en la Sala de Webster en la ciudad de Nueva York, y fue muy bien recibido por los escritores de algunas revistas como XXL y The New York Times.
El 23 de septiembre de 2014, Yung Lean lanzó su álbum de estudio debut, titulado Unknown Memory. El álbum fue acompañado con visitas de Norteamérica y Europa, a partir del 1 de diciembre en Nueva York hubo espectáculos que se llenaron de gente más el escenario del salón de baile principal Webster Hall. 
Yung Lean lanzó su segundo álbum de estudio, Warlord, el 25 de febrero de 2016. También lanzó una línea de ropa llamada Sad Boys Entertainment. Håstad modeló para la campaña AW de Calvin Klein en julio de 2016. Durante su gira Warlord American, su autobús de gira fue disparado en Pensilvania. Håstad también apareció en la aclamada por la crítica «Blonde" de Frank Ocean, donde brindó coros en las canciones «Godspeed» y «Self Control». Según Håstad, su participación en el proyecto se grabó cuando tenía diecisiete años en el apartamento de Ocean en Londres.
Yung Lean lanzó una canción sorpresa con Bladee el 25 de noviembre de 2016, titulada «Hennessy & Sailor Moon». El 14 de diciembre de 2016, lanzó el mixtape Frost God que contiene ocho pistas, incluidas «Hennessy & Sailor Moon» y «Crystal City», que contó con la participación de A$AP Ferg.

### 2017–2019:Stranger,Poison IvyyNectar

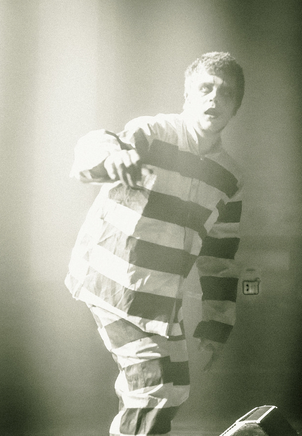
Yung Lean actuando en 2018.

Håstad lanzó su tercer álbum de estudio, Stranger, el 10 de noviembre de 2017, con los sencillos «Red Bottom Sky», «Hunting My Own Skin» y «Skimask», a través del sello discográfico sueco YEAR0001.
En una entrevista con la revista Complex en enero de 2018, Håstad anunció que estaba escribiendo varios guiones cinematográficos, incluido uno basado en el asesino en serie sueco John Ausonius, más conocido como «Hombre Láser». En febrero de 2018, Yung Lean lanzó el sencillo «King Cobra» con el rapero sueco Thaiboy Digital, así como una colaboración con Converse que consistía en un zapato y varias prendas de vestir tituladas «One Star Toxic».
El 2 de noviembre de 2018, Håstad lanzó su tercer mixtape, Poison Ivy, con el sencillo «Happy Feet» lanzado el 24 de octubre de 2018. El álbum, una colaboración con Whitearmor, un miembro de Drain Gang con quien Håstad colabora frecuentemente, debutó en el número 44 en las listas de álbumes de Suecia, Sverigetopplistan.
El 25 de enero de 2019, Yung Lean lanzó su primer álbum de estudio bajo el nombre de Jonatan Leandoer96, Nectar, con los sencillos «Wooden Girl», «Nectar» y «Tangerine Warrior». El álbum se aleja de las tristes raíces hip-hop de Leandoer y apuesta por una mezcla de indie rock y neofolk.

### 2020:Starz,Blodhundar & Lullabiesy estreno de documental
El 26 de febrero de 2020, Yung Lean lanzó el sencillo «Boylife in EU», producido por el colaborador frecuente Whitearmor. El 27 de marzo de 2020, Yung Lean subió un adelanto de 44 segundos con una mezcla de canciones de su próximo cuarto álbum de estudio, Starz. Debido a la pandemia de COVID-19, se canceló la gira de Starz, que iba a comenzar a fines de marzo, y el 2 de abril de 2020, Yung Lean transmitió un concierto de 45 minutos desde la parte trasera de un camión en un lugar no revelado, con una mezcla de canciones de trabajos anteriores, así como el recién lanzado «Boylife in EU». El 14 de abril de 2020 se lanzó el segundo sencillo de Starz, «Violence + Pikachu». Starz fue lanzado el 15 de mayo de 2020, el álbum fue producido por Whitearmor y Yung Sherman, y con la colaboración Ariel Pink en la canción principal del álbum.
El 9 de noviembre de 2020, Yung Lean anunció el lanzamiento de su segundo álbum de estudio bajo el seudónimo de Jonatan Leandoer96, Blodhundar & Lullabies. El álbum de dieciséis pistas, finalmente se lanzó un mes después, el 21 de diciembre.
El 27 de noviembre de 2020, se estrenó en cines el documental Yung Lean: In My Head, dirigido por el documentalista musical Henrik Burman. El documental traza la carrera inicial de Leandoer hasta el lanzamiento de su tercer álbum de estudio, Stranger. Esto incluye reflexiones sobre los eventos que ocurrieron en Miami por parte de Leandoer, su compañero artista Bladee y otras personas, incluido el gerente Oskar Ekman, el ex asociado Steven Machat y periodistas de una variedad de medios, incluidos The Fader y Pitchfork. El documental originalmente estaba programado para estrenarse en el Festival de Cine de Tribeca de 2020, pero se retrasó debido a la pandemia de COVID-19. En cambio, se estrenó digitalmente en el canal de YouTube de Noisey y en un número limitado de cines en el otoño del mismo año.

### 2022–presente:Stardust
El 8 de abril de 2022, Yung Lean lanzó un mixtape de doce pistas titulado Stardust que contiene colaboraciones con FKA Twigs, Skrillex, Bladee, Thaiboy Digital, Ecco2k y Ant Wan.
El 14 de diciembre de 2022, se lanzó el sencillo «Blue Light» como Jonatan Leandoer96, acompañado de un video musical dirigido por Olle Knutson y Philip Hovensjö. Esto anunció su álbum de estudio Sugar World, que posteriormente se lanzó el 3 de febrero de 2023.

## Discografía

### Mixtapes
- "Unknown Death 2002" (2013)
- "Frost God" (2016)
- "Poison Ivy" (2018)
- "Stardust" (2022)

### Álbumes de estudio
- Unknown Memory (2014)
- Warlord (2016)
- Stranger (2017)
- Starz (2020)
- Psykos (junto a Bladee) (2024)

### EP
- "Lavender EP" (2013)
- "Crash Bandicoot & Ghostface / Shyguy" (2018)
- "Total Eclipse" (2019)

### Singles
- "Marble Phone" (2013)
- "Kyoto" (2013)
- "Yoshi City" (2014)
- "Crystal Clear Ice" (2015)
- "Hoover" (2016)
- "Hunting My Own Skin" (2017)
- "Skimask" (2017)
- "Blue Plastic" (2019)
- "Boylife In EU" (2020)

### Videos musicales
- "Furryballs" (2012)
- "Nekobasu" (2013)
- "Greygoose" (2013)
- "Ginseng Strip 2002" (2013)
- "Plastic G-Shock" (2013)
- "5th Element" (2013)
- "Hurt" (2013)
- "Solarflare" (2013)
- "Plastic Boy" (2013)
- "Kyoto" (2013)
- "Gatorade" (2013)
- "Motorola" (2014)
- "Lucifer Love" (2014)
- "Yoshi City" (2014)
- "Emails" (2014)
- "Gatorade" (2014)
- "Sandman" (2014)
- "Volt" (2014)
- "Blinded" (2014)
- "Diamonds" (2015)
- ''Roses'' (2015)
- "Tokyo Drift"  (2015)
- "Hoover" (2015)
- "Ghostrider" (2015)
- "Miami Ultras" (2016)
- "Afghanistan" (2016)
- "Sippin" (2016)
- "Ten" (2016)
- ''Highway Patrol'' (2016)
- ''Eye Contact'' (2016)
- "Hennessy & Sailor Moon" (2016)
- "Vendetta" (2017)
- "Metallic Intuition" (2017)
- "Red Bottom Sky" (2017)
- "Happy feet" (2018)
- "Friday the 13th" (2018)
- "First Class" (2019)
- "Blue Plastic" (2019)
- "Boylife in EU" (2020)
- "Violence + Pikachu" (2020)
- "My Agenda" (2020)
- "Outta My Head" (2020)
- "Opium Dreams" (2020)
- "Airwalker" (2021)